# Trachyandra esterhuysenae
Trachyandra esterhuysenae är en grästrädsväxtart som beskrevs av Anna Amelia Obermeyer. Trachyandra esterhuysenae ingår i släktet Trachyandra och familjen grästrädsväxter. Inga underarter finns listade i Catalogue of Life.